# Amtsgericht Hagen im Bremischen
Koordinaten: 53° 21′ 15,8″ N, 8° 38′ 32,5″ O

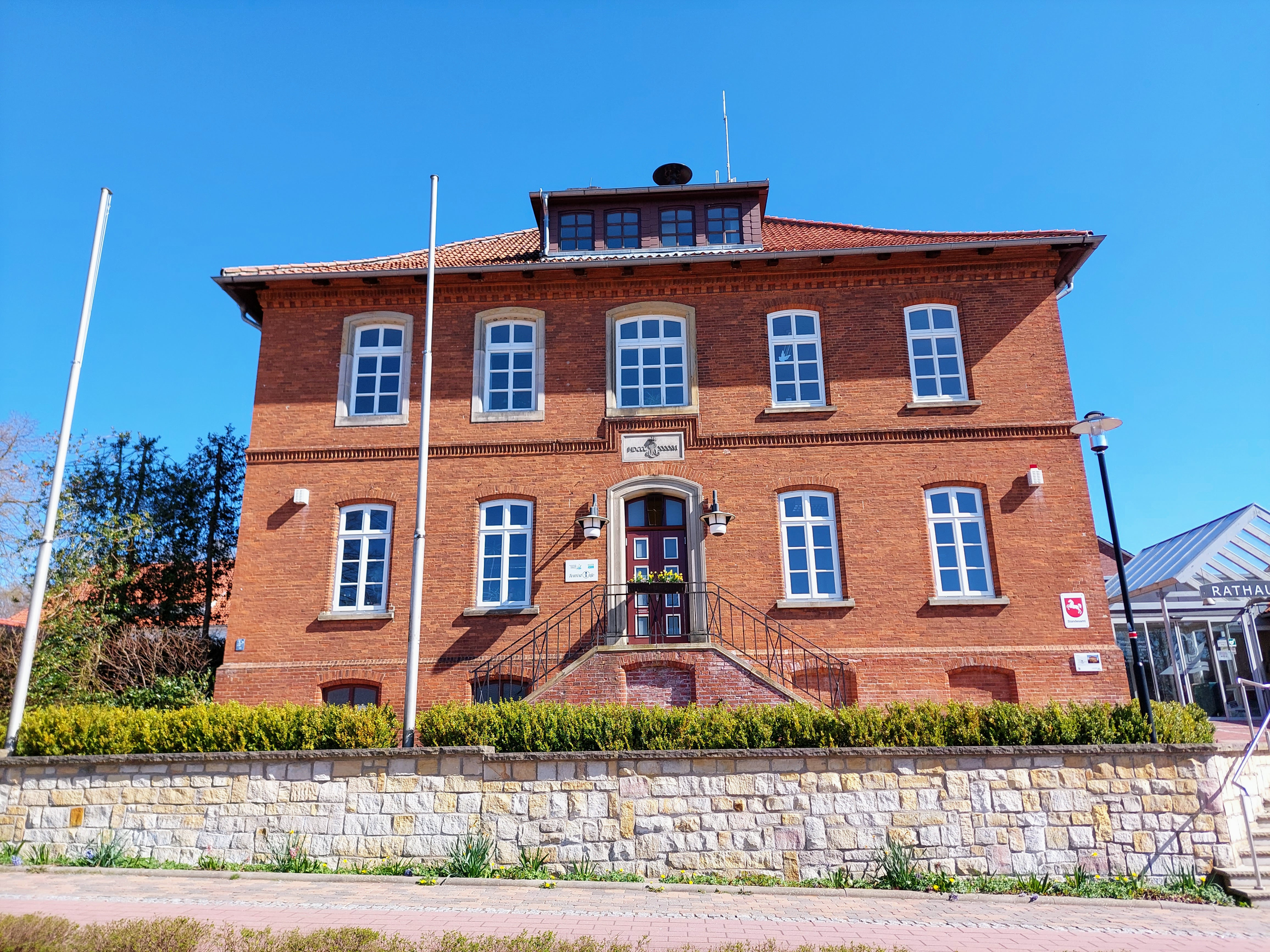
Ehemaliges Amtsgericht Hagen im Bremischen, heute Rathaus

Das Amtsgericht Hagen war ein Gericht der ordentlichen Gerichtsbarkeit in Hagen. Nachdem das Gericht seinen Sitz zunächst in der Burg zu Hagen hatte, wurde 1846 ein eigenes Gerichtsgebäude errichtet, das nach der Auflösung des Gerichts aktuell als Rathaus der Gemeinde Hagen im Bremischen genutzt wird.

## Geschichte
Nach der Revolution von 1848 wurde im Königreich Hannover die Rechtsprechung von der Verwaltung getrennt und die Patrimonialgerichtsbarkeit abgeschafft.
Das Amtsgericht wurde daraufhin mit der Verordnung vom 7. August 1852 die Bildung der Amtsgerichte und unteren Verwaltungsbehörden betreffend als königlich hannoversches Amtsgericht gegründet.
Es umfasste das Amt Hagen.
Das Amtsgericht war dem Obergericht Lehe untergeordnet. Mit der Annexion Hannovers durch Preußen wurde es zu einem preußischen Amtsgericht in der Provinz Hannover. Das Amtsgericht war 1852 bis 1879 auch Weserzollgericht. Es wurde 1976 aufgelöst.

## Gebäude
Das zweigeschossiger traufständige verklinkerte Gebäude auf Sockel in Backstein mit ziegelgedecktem Walmdach wurde 1846 als Amtsgericht mit Gefängnis von der königlichen Verwaltung gebaut. Das Haus mit der symmetrischen Fassadengliederung und einem mittigen Eingang, ist straßenseitig erreichbar über eine zweiläufige Freitreppe. Die Inschrift über dem Portal mit der Jahreszahl und Initialen „E A R“ für Ernst August Rex, sowie segmentbogenförmige Öffnungen, sparsamer Backsteinschmuck und ein geschossteilendes Gesims gestalten das Gebäude. Es steht unter Denkmalschutz (siehe auch Liste der Baudenkmale in Hagen im Bremischen).

## Rathaus
Im Rathaus, Amtsplatz 3, werden die meisten zentralen Aufgaben der Gemeinde erledigt: Bürgermeister, Touristik und Wirtschaftsförderung, Zentraler Service und Soziales, Finanzen und Ordnung (mit u. a. Einwohnermeldeamt, Ordnungsamt, Standesamt).
Als Außenstelle dient das benachbarte ehemalige Forsthaus (davor Amtsgebäude), Amtsplatz 2: Bauen, Planen und Umwelt.